# Bolborhachium laticorne
Bolborhachium laticorne är en skalbaggsart som beskrevs av Macleay 1873. Bolborhachium laticorne ingår i släktet Bolborhachium och familjen Bolboceratidae. Inga underarter finns listade.